# 巴格巴赫河
51°40′13″N 8°16′42″E / 51.67028°N 8.27833°E
巴格巴赫河（德語：Baagebach），是德國的河流，位於該國西部，處於北萊茵-威斯特法倫州，屬於利珀河的支流，河道全長5.6公里，流域面積7.6平方公里。